# Zigera disticta
Zigera disticta là một loài bướm đêm trong họ Noctuidae.